# Noah Gregor
Noah Gregor (Beaumont, Alberta, 28 de julio de 1998) es un jugador profesional canadiense de hockey sobre hielo que se desempeña en la posición de centro en Toronto Maple Leafs, equipo de la National Hockey League (NHL).

## Carrera
Fue seleccionado en la cuarta ronda en la NHL Entry Draft de 2016. En 2019 hizo su debut profesional con el equipo San Jose Sharks, en el cual jugó cuatro temporadas (2019-2023), después pasó a Toronto Maple Leafs, donde lleva jugando una temporada.